# Jenkinsia
Jenkinsia és un gènere de peixos pertanyent a la família dels clupeids.

## Taxonomia
- Jenkinsia lamprotaenia (Gosse, 1851)[2]
- Jenkinsia majua (Whitehead, 1963)[3]
- Jenkinsia parvula (Cervigón & Velázquez, 1978)[4]
- Jenkinsia stolifera (Jordan & Gilbert, 1884)[5][6][7][8][9][10][11]